# Fed Cup 2011
Fed Cup 2011 – 49. edycja tenisowego Pucharu Federacji. Zawody odbywały się w następujących terminach: 
- 5 - 6 lutego – I runda Grupy Światowej oraz Grupy Światowej II, rozgrywki strefowe
- 16 - 17 kwietnia – półfinały Grupy Światowej, konfrontacje barażowe
- 5 - 6 listopada – finał Grupy Światowej.

Triumfatorkami zawodów zostały Czeszki.

## Grupa Światowa
|  |                    |                    |                    |        |   |                         |                         |                         |  |  |                     |                     |                     |
|  | I runda 5-6 lutego | I runda 5-6 lutego | I runda 5-6 lutego |        |   | Półfinał 16-17 kwietnia | Półfinał 16-17 kwietnia | Półfinał 16-17 kwietnia |  |  | Finał 5-6 listopada | Finał 5-6 listopada | Finał 5-6 listopada |
|  | I runda 5-6 lutego | I runda 5-6 lutego | I runda 5-6 lutego |        |   | Półfinał 16-17 kwietnia | Półfinał 16-17 kwietnia | Półfinał 16-17 kwietnia |  |  | Finał 5-6 listopada | Finał 5-6 listopada | Finał 5-6 listopada |
|  |                    |                    |                    |        |   |                         |                         |                         |  |  |                     |                     |                     |
|  |                    |                    |                    |        |   |                         |                         |                         |  |  |                     |                     |                     |
|  |                    | Australia          | 1                  |        |   |                         |                         |                         |  |  |                     |                     |                     |
|  |                    | Australia          | 1                  |        |   |                         |                         |                         |  |  |                     |                     |                     |
|  | 1                  | Włochy             | 4                  |        |   |                         |                         |                         |  |  |                     |                     |                     |
|  | 1                  | Włochy             | 4                  |        |   | 1                       | Włochy                  | 0                       |  |  |                     |                     |                     |
|  |                    |                    |                    |        |   | 1                       | Włochy                  | 0                       |  |  |                     |                     |                     |
|  |                    |                    | 3                  | Rosja  | 5 |                         |                         |                         |  |  |                     |                     |                     |
|  | 3                  | Rosja              | 3                  | Rosja  | 5 | 3                       |                         |                         |  |  |                     |                     |                     |
|  | 3                  | Rosja              |                    |        |   |                         |                         |                         |  |  |                     |                     |                     |
|  |                    | Francja            | 2                  |        |   |                         |                         |                         |  |  |                     |                     |                     |
|  |                    | Francja            | 2                  |        | 3 | Rosja                   | 2                       |                         |  |  |                     |                     |                     |
|  |                    |                    |                    |        |   |                         |                         |                         |  |  |                     |                     |                     |
|  |                    |                    | 4                  | Czechy | 3 |                         |                         |                         |  |  |                     |                     |                     |
|  |                    | Słowacja           | 4                  | Czechy | 3 | 2                       |                         |                         |  |  |                     |                     |                     |
|  |                    | Słowacja           |                    |        |   |                         |                         |                         |  |  |                     |                     |                     |
|  | 4                  | Czechy             | 3                  |        |   |                         |                         |                         |  |  |                     |                     |                     |
|  | 4                  | Czechy             | 3                  |        |   | 4                       | Czechy                  | 3                       |  |  |                     |                     |                     |
|  |                    |                    |                    |        |   | 4                       | Czechy                  | 3                       |  |  |                     |                     |                     |
|  |                    |                    |                    | Belgia | 2 |                         |                         |                         |  |  |                     |                     |                     |
|  |                    | Belgia             | 4                  | Belgia | 2 |                         |                         |                         |  |  |                     |                     |                     |
|  |                    | Belgia             | 4                  |        |   |                         |                         |                         |  |  |                     |                     |                     |
|  | 2                  | Stany Zjednoczone  | 1                  |        |   |                         |                         |                         |  |  |                     |                     |                     |
|  | 2                  | Stany Zjednoczone  | 1                  |        |   |                         |                         |                         |  |  |                     |                     |                     |

## Ćwierćfinały

### Składy
| Australia                                                            | Rosja                                                          | Słowacja                                                                 | Belgia                                                            |
| -------------------------------------------------------------------- | -------------------------------------------------------------- | ------------------------------------------------------------------------ | ----------------------------------------------------------------- |
| Jarmila Gajdošová Samantha Stosur Anastasija Rodionowa Rennae Stubbs | Swietłana Kuzniecowa Marija Szarapowa Anastasija Pawluczenkowa | Daniela Hantuchová Dominika Cibulková Magdaléna Rybáriková Jana Čepelová | Yanina Wickmayer Kim Clijsters Kirsten Flipkens An-Sophie Mestach |
| Włochy                                                               | Francja                                                        | Czechy                                                                   | Stany Zjednoczone                                                 |
| Francesca Schiavone Flavia Pennetta Sara Errani Roberta Vinci        | Alizé Cornet Virginie Razzano Julie Coin                       | Barbora Záhlavová-Strýcová Petra Kvitová Lucie Šafářová Květa Peschke    | Melanie Oudin Vania King Liezel Huber Bethanie Mattek-Sands       |

### Wyniki
| Australia | Australia | 1                                    | 4  | Włochy | Włochy |  |
| --- | --------- | ------------------------------------ | -- | ------ | ------ |  |
| Domain Tennis Centre, Hobart, Australia nawierzchnia: Twarda 5 lutego - 6 lutego 2011 |           |                                      |    |        |        |  |
| \| 1 \| \| Jarmila Gajdošová \| 64 \| 6 \| 6 \| \| \| 1 \| \| Francesca Schiavone \| 7 \| 3 \| 3 \| \| \| 2 \| \| Samantha Stosur \| 65 \| 7 \| 4 \| \| \| 2 \| \| Flavia Pennetta \| 7 \| 65 \| 6 \| \| \| 3 \| \| Samantha Stosur \| 61 \| 6 \| 5 \| \| \| 3 \| \| Francesca Schiavone \| 7 \| 3 \| 7 \| \| \| 4 \| \| Jarmila Gajdošová \| 3 \| 2 \| \| \| \| 4 \| \| Flavia Pennetta \| 6 \| 6 \| \| \| \| 5 \| \| Anastasija Rodionowa / Rennae Stubbs \| 6 \| 61 \| 4 \| \| \| 5 \| \| Sara Errani / Roberta Vinci \| 2 \| 7 \| 6 \| \| |           |                                      |    |        |        |  |
| 1 | Australia | Jarmila Gajdošová                    | 64 | 6      | 6      |  |
| 1 | Włochy    | Francesca Schiavone                  | 7  | 3      | 3      |  |
| 2 | Australia | Samantha Stosur                      | 65 | 7      | 4      |  |
| 2 | Włochy    | Flavia Pennetta                      | 7  | 65     | 6      |  |
| 3 | Australia | Samantha Stosur                      | 61 | 6      | 5      |  |
| 3 | Włochy    | Francesca Schiavone                  | 7  | 3      | 7      |  |
| 4 | Australia | Jarmila Gajdošová                    | 3  | 2      |        |  |
| 4 | Włochy    | Flavia Pennetta                      | 6  | 6      |        |  |
| 5 | Australia | Anastasija Rodionowa / Rennae Stubbs | 6  | 61     | 4      |  |
| 5 | Włochy    | Sara Errani / Roberta Vinci          | 2  | 7      | 6      |  |

| Rosja | Rosja   | 3                                               | 2  | Francja | Francja |  |
| --- | ------- | ----------------------------------------------- | -- | ------- | ------- |  |
| Stadion Łużniki, Moskwa, Rosja nawierzchnia: Twarda (hala) 5 lutego - 6 lutego 2011 |         |                                                 |    |         |         |  |
| \| 1 \| \| Swietłana Kuzniecowa \| 6 \| 3 \| 4 \| \| \| 1 \| \| Alizé Cornet \| 3 \| 6 \| 6 \| \| \| 2 \| \| Marija Szarapowa \| 3 \| 4 \| \| \| \| 2 \| \| Virginie Razzano \| 6 \| 6 \| \| \| \| 3 \| \| Anastasija Pawluczenkowa \| 3 \| 6 \| 6 \| \| \| 3 \| \| Alizé Cornet \| 6 \| 2 \| 3 \| \| \| 4 \| \| Swietłana Kuzniecowa \| 6 \| 6 \| \| \| \| 4 \| \| Virginie Razzano \| 4 \| 4 \| \| \| \| 5 \| \| Anastasija Pawluczenkowa / Swietłana Kuzniecowa \| 7 \| 6 \| \| \| \| 5 \| \| Julie Coin / Alizé Cornet \| 64 \| 0 \| \| \| |         |                                                 |    |         |         |  |
| 1 | Rosja   | Swietłana Kuzniecowa                            | 6  | 3       | 4       |  |
| 1 | Francja | Alizé Cornet                                    | 3  | 6       | 6       |  |
| 2 | Rosja   | Marija Szarapowa                                | 3  | 4       |         |  |
| 2 | Francja | Virginie Razzano                                | 6  | 6       |         |  |
| 3 | Rosja   | Anastasija Pawluczenkowa                        | 3  | 6       | 6       |  |
| 3 | Francja | Alizé Cornet                                    | 6  | 2       | 3       |  |
| 4 | Rosja   | Swietłana Kuzniecowa                            | 6  | 6       |         |  |
| 4 | Francja | Virginie Razzano                                | 4  | 4       |         |  |
| 5 | Rosja   | Anastasija Pawluczenkowa / Swietłana Kuzniecowa | 7  | 6       |         |  |
| 5 | Francja | Julie Coin / Alizé Cornet                       | 64 | 0       |         |  |

| Słowacja | Słowacja | 2                                          | 3 | Czechy | Czechy |  |
| --- | -------- | ------------------------------------------ | - | ------ | ------ |  |
| Sibamac Arena, Bratysława, Słowacja nawierzchnia: Twarda (hala) 5 lutego - 6 lutego 2011 |          |                                            |   |        |        |  |
| \| 1 \| \| Daniela Hantuchová \| 5 \| 1 \| \| \| \| 1 \| \| Lucie Šafářová \| 7 \| 6 \| \| \| \| 2 \| \| Dominika Cibulková \| 2 \| 3 \| \| \| \| 2 \| \| Petra Kvitová \| 6 \| 6 \| \| \| \| 3 \| \| Daniela Hantuchová \| 4 \| 2 \| \| \| \| 3 \| \| Petra Kvitová \| 6 \| 6 \| \| \| \| 4 \| \| Jana Čepelová \| 4 \| 7 \| \| \| \| 4 \| \| Lucie Šafářová \| 6 \| 65 \| krecz \| \| \| 5 \| \| Jana Čepelová / Magdaléna Rybáriková \| 6 \| 4 \| 7 \| \| \| 5 \| \| Květa Peschke / Barbora Záhlavová-Strýcová \| 1 \| 6 \| 64 \| \| |          |                                            |   |        |        |  |
| 1 | Słowacja | Daniela Hantuchová                         | 5 | 1      |        |  |
| 1 | Czechy   | Lucie Šafářová                             | 7 | 6      |        |  |
| 2 | Słowacja | Dominika Cibulková                         | 2 | 3      |        |  |
| 2 | Czechy   | Petra Kvitová                              | 6 | 6      |        |  |
| 3 | Słowacja | Daniela Hantuchová                         | 4 | 2      |        |  |
| 3 | Czechy   | Petra Kvitová                              | 6 | 6      |        |  |
| 4 | Słowacja | Jana Čepelová                              | 4 | 7      |        |  |
| 4 | Czechy   | Lucie Šafářová                             | 6 | 65     | krecz  |  |
| 5 | Słowacja | Jana Čepelová / Magdaléna Rybáriková       | 6 | 4      | 7      |  |
| 5 | Czechy   | Květa Peschke / Barbora Záhlavová-Strýcová | 1 | 6      | 64     |  |

| Belgia | Belgia            | 4                                    | 1   | Stany Zjednoczone |   |  |
| --- | ----------------- | ------------------------------------ | --- | ----------------- | - |  |
| Sportpaleis Antwerp, Antwerpia, Belgia nawierzchnia: Twarda (hala) 5 lutego - 6 lutego 2011 |                   |                                      |     |                   |   |  |
| \| 1 \| \| Yanina Wickmayer \| 6 \| 7 \| \| \| \| 1 \| \| Bethanie Mattek-Sands \| 1 \| 6 \| \| \| \| 2 \| \| Kim Clijsters \| 6 \| 6 \| \| \| \| 2 \| \| Melanie Oudin \| 0 \| 4 \| \| \| \| 3 \| \| Kim Clijsters \| 610 \| 6 \| 6 \| \| \| 3 \| \| Bethanie Mattek-Sands \| 7 \| 2 \| 1 \| \| \| 4 \| \| Yanina Wickmayer \| 6 \| 6 \| \| \| \| 4 \| \| Melanie Oudin \| 2 \| 0 \| \| \| \| 5 \| \| Kirsten Flipkens / An-Sophie Mestach \| 3 \| 5 \| \| \| \| 5 \| \| Liezel Huber / Vania King \| 6 \| 7 \| \| \| |                   |                                      |     |                   |   |  |
| 1 | Belgia            | Yanina Wickmayer                     | 6   | 7                 |   |  |
| 1 | Stany Zjednoczone | Bethanie Mattek-Sands                | 1   | 6                 |   |  |
| 2 | Belgia            | Kim Clijsters                        | 6   | 6                 |   |  |
| 2 | Stany Zjednoczone | Melanie Oudin                        | 0   | 4                 |   |  |
| 3 | Belgia            | Kim Clijsters                        | 610 | 6                 | 6 |  |
| 3 | Stany Zjednoczone | Bethanie Mattek-Sands                | 7   | 2                 | 1 |  |
| 4 | Belgia            | Yanina Wickmayer                     | 6   | 6                 |   |  |
| 4 | Stany Zjednoczone | Melanie Oudin                        | 2   | 0                 |   |  |
| 5 | Belgia            | Kirsten Flipkens / An-Sophie Mestach | 3   | 5                 |   |  |
| 5 | Stany Zjednoczone | Liezel Huber / Vania King            | 6   | 7                 |   |  |

## Półfinały

### Składy
| Rosja                                                                               | Włochy                                                        | Belgia                            | Czechy                                                  |
| ----------------------------------------------------------------------------------- | ------------------------------------------------------------- | --------------------------------- | ------------------------------------------------------- |
| Swietłana Kuzniecowa Anastasija Pawluczenkowa Wiera Zwonariowa Jekatierina Makarowa | Alberta Brianti Maria Elena Camerin Sara Errani Roberta Vinci | Yanina Wickmayer Kirsten Flipkens | Barbora Záhlavová-Strýcová Petra Kvitová Iveta Benešová |

### Wyniki
| Rosja | Rosja  | 5                                               | 0  | Włochy | Włochy |  |
| --- | ------ | ----------------------------------------------- | -- | ------ | ------ |  |
| Megasport Arena, Moskwa, Rosja nawierzchnia: Twarda (hala) 16 kwietnia - 17 kwietnia 2011 |        |                                                 |    |        |        |  |
| \| 1 \| \| Wiera Zwonariowa \| 6 \| 6 \| \| \| \| 1 \| \| Sara Errani \| 0 \| 2 \| \| \| \| 2 \| \| Swietłana Kuzniecowa \| 6 \| 64 \| 6 \| \| \| 2 \| \| Roberta Vinci \| 2 \| 7 \| 1 \| \| \| 3 \| \| Wiera Zwonariowa \| 6 \| 6 \| \| \| \| 3 \| \| Roberta Vinci \| 4 \| 2 \| \| \| \| 4 \| \| Anastasija Pawluczenkowa \| 7 \| 7 \| \| \| \| 4 \| \| Sara Errani \| 65 \| 64 \| \| \| \| 5 \| \| Jekatierina Makarowa / Anastasija Pawluczenkowa \| 7 \| 6 \| \| \| \| 5 \| \| Alberta Brianti / Maria Elena Camerin \| 63 \| 1 \| \| \| |        |                                                 |    |        |        |  |
| 1 | Rosja  | Wiera Zwonariowa                                | 6  | 6      |        |  |
| 1 | Włochy | Sara Errani                                     | 0  | 2      |        |  |
| 2 | Rosja  | Swietłana Kuzniecowa                            | 6  | 64     | 6      |  |
| 2 | Włochy | Roberta Vinci                                   | 2  | 7      | 1      |  |
| 3 | Rosja  | Wiera Zwonariowa                                | 6  | 6      |        |  |
| 3 | Włochy | Roberta Vinci                                   | 4  | 2      |        |  |
| 4 | Rosja  | Anastasija Pawluczenkowa                        | 7  | 7      |        |  |
| 4 | Włochy | Sara Errani                                     | 65 | 64     |        |  |
| 5 | Rosja  | Jekatierina Makarowa / Anastasija Pawluczenkowa | 7  | 6      |        |  |
| 5 | Włochy | Alberta Brianti / Maria Elena Camerin           | 63 | 1      |        |  |

| Belgia | Belgia | 2                                           | 3 | Czechy | Czechy |  |
| --- | ------ | ------------------------------------------- | - | ------ | ------ |  |
| Spiroudome Arena, Charleroi, Belgia nawierzchnia: Twarda (hala) 16 kwietnia - 17 kwietnia 2011 |        |                                             |   |        |        |  |
| \| 1 \| \| Kirsten Flipkens \| 2 \| 64 \| \| \| \| 1 \| \| Petra Kvitová \| 6 \| 7 \| \| \| \| 2 \| \| Yanina Wickmayer \| 6 \| 6 \| \| \| \| 2 \| \| Barbora Záhlavová-Strýcová \| 4 \| 4 \| \| \| \| 3 \| \| Yanina Wickmayer \| 7 \| 4 \| 2 \| \| \| 3 \| \| Petra Kvitová \| 5 \| 6 \| 6 \| \| \| 4 \| \| Kirsten Flipkens \| 6 \| 6 \| \| \| \| 4 \| \| Barbora Záhlavová-Strýcová \| 2 \| 3 \| \| \| \| 5 \| \| Kirsten Flipkens / Yanina Wickmayer \| 4 \| 4 \| \| \| \| 5 \| \| Barbora Záhlavová-Strýcová / Iveta Benešová \| 6 \| 6 \| \| \| |        |                                             |   |        |        |  |
| 1 | Belgia | Kirsten Flipkens                            | 2 | 64     |        |  |
| 1 | Czechy | Petra Kvitová                               | 6 | 7      |        |  |
| 2 | Belgia | Yanina Wickmayer                            | 6 | 6      |        |  |
| 2 | Czechy | Barbora Záhlavová-Strýcová                  | 4 | 4      |        |  |
| 3 | Belgia | Yanina Wickmayer                            | 7 | 4      | 2      |  |
| 3 | Czechy | Petra Kvitová                               | 5 | 6      | 6      |  |
| 4 | Belgia | Kirsten Flipkens                            | 6 | 6      |        |  |
| 4 | Czechy | Barbora Záhlavová-Strýcová                  | 2 | 3      |        |  |
| 5 | Belgia | Kirsten Flipkens / Yanina Wickmayer         | 4 | 4      |        |  |
| 5 | Czechy | Barbora Záhlavová-Strýcová / Iveta Benešová | 6 | 6      |        |  |

## Finał

### Składy
| Rosja                                                                          | Czechy                                                    |
| ------------------------------------------------------------------------------ | --------------------------------------------------------- |
| Marija Kirilenko Swietłana Kuzniecowa Anastasija Pawluczenkowa Jelena Wiesnina | Petra Kvitová Lucie Šafářová Lucie Hradecká Květa Peschke |

### Wyniki
| Rosja | Rosja  | 2                                  | 3 | Czechy | Czechy |  |
| --- | ------ | ---------------------------------- | - | ------ | ------ |  |
| Stadion Łużniki, Moskwa, Rosja nawierzchnia: Twarda (hala) 5 listopada - 6 listopada 2011 |        |                                    |   |        |        |  |
| \| 1 \| \| Marija Kirilenko \| 2 \| 2 \| \| \| \| 1 \| \| Petra Kvitová \| 6 \| 6 \| \| \| \| 2 \| \| Swietłana Kuzniecowa \| 6 \| 6 \| \| \| \| 2 \| \| Lucie Šafářová \| 2 \| 3 \| \| \| \| 3 \| \| Swietłana Kuzniecowa \| 6 \| 2 \| 3 \| \| \| 3 \| \| Petra Kvitová \| 4 \| 6 \| 6 \| \| \| 4 \| \| Anastasija Pawluczenkowa \| 6 \| 6 \| \| \| \| 4 \| \| Lucie Šafářová \| 2 \| 4 \| \| \| \| 5 \| \| Marija Kirilenko / Jelena Wiesnina \| 4 \| 2 \| \| \| \| 5 \| \| Lucie Hradecká / Květa Peschke \| 6 \| 6 \| \| \| |        |                                    |   |        |        |  |
| 1 | Rosja  | Marija Kirilenko                   | 2 | 2      |        |  |
| 1 | Czechy | Petra Kvitová                      | 6 | 6      |        |  |
| 2 | Rosja  | Swietłana Kuzniecowa               | 6 | 6      |        |  |
| 2 | Czechy | Lucie Šafářová                     | 2 | 3      |        |  |
| 3 | Rosja  | Swietłana Kuzniecowa               | 6 | 2      | 3      |  |
| 3 | Czechy | Petra Kvitová                      | 4 | 6      | 6      |  |
| 4 | Rosja  | Anastasija Pawluczenkowa           | 6 | 6      |        |  |
| 4 | Czechy | Lucie Šafářová                     | 2 | 4      |        |  |
| 5 | Rosja  | Marija Kirilenko / Jelena Wiesnina | 4 | 2      |        |  |
| 5 | Czechy | Lucie Hradecká / Květa Peschke     | 6 | 6      |        |  |

## Baraże o Grupę Światową

### Składy
| Niemcy                                                          | Hiszpania                                                                                         | Słowacja                                                         | Australia                              |
| --------------------------------------------------------------- | ------------------------------------------------------------------------------------------------- | ---------------------------------------------------------------- | -------------------------------------- |
| Andrea Petković Julia Görges Sabine Lisicki Anna-Lena Grönefeld | María José Martínez Sánchez Anabel Medina Garrigues Lourdes Domínguez Lino Nuria Llagostera Vives | Daniela Hantuchová Magdaléna Rybáriková Dominika Cibulková       | Anastasija Rodionowa Jarmila Gajdošová |
| Stany Zjednoczone                                               | Francja                                                                                           | Serbia                                                           | Ukraina                                |
| Christina McHale Melanie Oudin Liezel Huber Vania King          | Virginie Razzano Alizé Cornet Pauline Parmentier Aravane Rezaï                                    | Jelena Janković Bojana Jovanovski Ana Ivanović Aleksandra Krunić | Olha Sawczuk Łesia Curenko             |

### Wyniki
| Niemcy | Niemcy            | 5                                     | 0 | Stany Zjednoczone | Stany Zjednoczone |  |
| --- | ----------------- | ------------------------------------- | - | ----------------- | ----------------- |  |
| Porsche Arena, Stuttgart, Niemcy nawierzchnia: Ceglana (hala) 16 kwietnia - 17 kwietnia 2011 |                   |                                       |   |                   |                   |  |
| \| 1 \| \| Andrea Petković \| 6 \| 6 \| \| \| \| 1 \| \| Christina McHale \| 3 \| 4 \| \| \| \| 2 \| \| Julia Görges \| 6 \| 7 \| \| \| \| 2 \| \| Melanie Oudin \| 2 \| 65 \| \| \| \| 3 \| \| Andrea Petković \| 6 \| 6 \| \| \| \| 3 \| \| Melanie Oudin \| 2 \| 3 \| \| \| \| 4 \| \| Sabine Lisicki \| 6 \| 6 \| \| \| \| 4 \| \| Christina McHale \| 3 \| 4 \| \| \| \| 5 \| \| Anna-Lena Grönefeld / Andrea Petković \| 3 \| 6 \| 6 \| \| \| 5 \| \| Liezel Huber / Vania King \| 6 \| 3 \| 1 \| \| |                   |                                       |   |                   |                   |  |
| 1 | Niemcy            | Andrea Petković                       | 6 | 6                 |                   |  |
| 1 | Stany Zjednoczone | Christina McHale                      | 3 | 4                 |                   |  |
| 2 | Niemcy            | Julia Görges                          | 6 | 7                 |                   |  |
| 2 | Stany Zjednoczone | Melanie Oudin                         | 2 | 65                |                   |  |
| 3 | Niemcy            | Andrea Petković                       | 6 | 6                 |                   |  |
| 3 | Stany Zjednoczone | Melanie Oudin                         | 2 | 3                 |                   |  |
| 4 | Niemcy            | Sabine Lisicki                        | 6 | 6                 |                   |  |
| 4 | Stany Zjednoczone | Christina McHale                      | 3 | 4                 |                   |  |
| 5 | Niemcy            | Anna-Lena Grönefeld / Andrea Petković | 3 | 6                 | 6                 |  |
| 5 | Stany Zjednoczone | Liezel Huber / Vania King             | 6 | 3                 | 1                 |  |

| Hiszpania | Hiszpania | 4                                                | 1 | Francja | Francja |  |
| --- | --------- | ------------------------------------------------ | - | ------- | ------- |  |
| Club de Tenis Lleida, Lleida, Hiszpania nawierzchnia: Ceglana 16 kwietnia - 17 kwietnia 2011 |           |                                                  |   |         |         |  |
| \| 1 \| \| María José Martínez Sánchez \| 6 \| 6 \| \| \| \| 1 \| \| Virginie Razzano \| 2 \| 4 \| \| \| \| 2 \| \| Anabel Medina Garrigues \| 5 \| 7 \| 2 \| \| \| 2 \| \| Aravane Rezaï \| 7 \| 64 \| 6 \| \| \| 3 \| \| María José Martínez Sánchez \| 6 \| 6 \| \| \| \| 3 \| \| Aravane Rezaï \| 1 \| 4 \| \| \| \| 4 \| \| Lourdes Domínguez Lino \| 6 \| 6 \| \| \| \| 4 \| \| Pauline Parmentier \| 4 \| 4 \| \| \| \| 5 \| \| Anabel Medina Garrigues / Nuria Llagostera Vives \| 6 \| 6 \| \| \| \| 5 \| \| Alizé Cornet / Virginie Razzano \| 4 \| 1 \| \| \| |           |                                                  |   |         |         |  |
| 1 | Hiszpania | María José Martínez Sánchez                      | 6 | 6       |         |  |
| 1 | Francja   | Virginie Razzano                                 | 2 | 4       |         |  |
| 2 | Hiszpania | Anabel Medina Garrigues                          | 5 | 7       | 2       |  |
| 2 | Francja   | Aravane Rezaï                                    | 7 | 64      | 6       |  |
| 3 | Hiszpania | María José Martínez Sánchez                      | 6 | 6       |         |  |
| 3 | Francja   | Aravane Rezaï                                    | 1 | 4       |         |  |
| 4 | Hiszpania | Lourdes Domínguez Lino                           | 6 | 6       |         |  |
| 4 | Francja   | Pauline Parmentier                               | 4 | 4       |         |  |
| 5 | Hiszpania | Anabel Medina Garrigues / Nuria Llagostera Vives | 6 | 6       |         |  |
| 5 | Francja   | Alizé Cornet / Virginie Razzano                  | 4 | 1       |         |  |

| Słowacja | Słowacja | 2                                         | 3 | Serbia | Serbia |  |
| --- | -------- | ----------------------------------------- | - | ------ | ------ |  |
| Sibamac Arena, Bratysława, Słowacja nawierzchnia: Ceglana (hala) 16 kwietnia - 17 kwietnia 2011 |          |                                           |   |        |        |  |
| \| 1 \| \| Dominika Cibulková \| 4 \| 6 \| 6 \| \| \| 1 \| \| Bojana Jovanovski \| 6 \| 3 \| 1 \| \| \| 2 \| \| Daniela Hantuchová \| 2 \| 4 \| \| \| \| 2 \| \| Ana Ivanović \| 6 \| 6 \| \| \| \| 3 \| \| Dominika Cibulková \| 6 \| 3 \| \| \| \| 3 \| \| Ana Ivanović \| 4 \| 3 \| krecz \| \| \| 4 \| \| Daniela Hantuchová \| 2 \| 6 \| 5 \| \| \| 4 \| \| Jelena Janković \| 6 \| 3 \| 7 \| \| \| 5 \| \| Daniela Hantuchová / Magdaléna Rybáriková \| 6 \| 5 \| 7 \| \| \| 5 \| \| Jelena Janković / Aleksandra Krunić \| 2 \| 7 \| 9 \| \| |          |                                           |   |        |        |  |
| 1 | Słowacja | Dominika Cibulková                        | 4 | 6      | 6      |  |
| 1 | Serbia   | Bojana Jovanovski                         | 6 | 3      | 1      |  |
| 2 | Słowacja | Daniela Hantuchová                        | 2 | 4      |        |  |
| 2 | Serbia   | Ana Ivanović                              | 6 | 6      |        |  |
| 3 | Słowacja | Dominika Cibulková                        | 6 | 3      |        |  |
| 3 | Serbia   | Ana Ivanović                              | 4 | 3      | krecz  |  |
| 4 | Słowacja | Daniela Hantuchová                        | 2 | 6      | 5      |  |
| 4 | Serbia   | Jelena Janković                           | 6 | 3      | 7      |  |
| 5 | Słowacja | Daniela Hantuchová / Magdaléna Rybáriková | 6 | 5      | 7      |  |
| 5 | Serbia   | Jelena Janković / Aleksandra Krunić       | 2 | 7      | 9      |  |

| Australia | Australia | 2                                        | 3  | Ukraina | Ukraina |  |
| --- | --------- | ---------------------------------------- | -- | ------- | ------- |  |
| Glen Iris Valley Recreational Club, Melbourne, Australia nawierzchnia: Ceglana 16 kwietnia - 17 kwietnia 2011 |           |                                          |    |         |         |  |
| \| 1 \| \| Jarmila Gajdošová \| 6 \| 6 \| \| \| \| 1 \| \| Olha Sawczuk \| 1 \| 1 \| \| \| \| 2 \| \| Anastasija Rodionowa \| 1 \| 4 \| \| \| \| 2 \| \| Łesia Curenko \| 6 \| 6 \| \| \| \| 3 \| \| Jarmila Gajdošová \| 6 \| 6 \| \| \| \| 3 \| \| Łesia Curenko \| 1 \| 3 \| \| \| \| 4 \| \| Anastasija Rodionowa \| 65 \| 612 \| \| \| \| 4 \| \| Olha Sawczuk \| 7 \| 7 \| \| \| \| 5 \| \| Jarmila Gajdošová / Anastasija Rodionowa \| 6 \| 65 \| 3 \| \| \| 5 \| \| Olha Sawczuk / Łesia Curenko \| 0 \| 7 \| 6 \| \| |           |                                          |    |         |         |  |
| 1 | Australia | Jarmila Gajdošová                        | 6  | 6       |         |  |
| 1 | Ukraina   | Olha Sawczuk                             | 1  | 1       |         |  |
| 2 | Australia | Anastasija Rodionowa                     | 1  | 4       |         |  |
| 2 | Ukraina   | Łesia Curenko                            | 6  | 6       |         |  |
| 3 | Australia | Jarmila Gajdošová                        | 6  | 6       |         |  |
| 3 | Ukraina   | Łesia Curenko                            | 1  | 3       |         |  |
| 4 | Australia | Anastasija Rodionowa                     | 65 | 612     |         |  |
| 4 | Ukraina   | Olha Sawczuk                             | 7  | 7       |         |  |
| 5 | Australia | Jarmila Gajdošová / Anastasija Rodionowa | 6  | 65      | 3       |  |
| 5 | Ukraina   | Olha Sawczuk / Łesia Curenko             | 0  | 7       | 6       |  |

## Grupa Światowa II

### Składy
| Estonia                                                                                         | Słowenia                                                       | Serbia                                                               | Szwecja                                        |
| ----------------------------------------------------------------------------------------------- | -------------------------------------------------------------- | -------------------------------------------------------------------- | ---------------------------------------------- |
| Kaia Kanepi Maret Ani Margit Rüütel Anett Kontaveit                                             | Maša Zec Peškirič Polona Hercog Katarina Srebotnik             | Ana Jovanović Bojana Jovanovski Aleksandra Krunić                    | Sofia Arvidsson Johanna Larsson                |
| Hiszpania                                                                                       | Niemcy                                                         | Kanada                                                               | Ukraina                                        |
| María José Martínez Sánchez Anabel Medina Garrigues Carla Suárez Navarro Nuria Llagostera Vives | Andrea Petković Julia Görges Anna-Lena Grönefeld Tatjana Malek | Rebecca Marino Aleksandra Wozniak Sharon Fichman Marie-Ève Pelletier | Olha Sawczuk Łesia Curenko Kateryna Bondarenko |

### Pierwsza runda
| Estonia | Estonia   | 1                                                | 4 | Hiszpania | Hiszpania |  |
| --- | --------- | ------------------------------------------------ | - | --------- | --------- |  |
| Tere Sport Tennis Club, Tallinn, Estonia nawierzchnia: Twarda (hala) 5 lutego - 6 lutego 2011 |           |                                                  |   |           |           |  |
| \| 1 \| \| Anett Kontaveit \| 2 \| 0 \| \| \| \| 1 \| \| María José Martínez Sánchez \| 6 \| 6 \| \| \| \| 2 \| \| Kaia Kanepi \| 6 \| 6 \| \| \| \| 2 \| \| Carla Suárez Navarro \| 3 \| 2 \| \| \| \| 3 \| \| Kaia Kanepi \| 6 \| 4 \| 2 \| \| \| 3 \| \| María José Martínez Sánchez \| 3 \| 6 \| 6 \| \| \| 4 \| \| Anett Kontaveit \| 2 \| 2 \| \| \| \| 4 \| \| Carla Suárez Navarro \| 6 \| 6 \| \| \| \| 5 \| \| Maret Ani / Margit Rüütel \| 1 \| 65 \| \| \| \| 5 \| \| Nuria Llagostera Vives / Anabel Medina Garrigues \| 6 \| 7 \| \| \| |           |                                                  |   |           |           |  |
| 1 | Estonia   | Anett Kontaveit                                  | 2 | 0         |           |  |
| 1 | Hiszpania | María José Martínez Sánchez                      | 6 | 6         |           |  |
| 2 | Estonia   | Kaia Kanepi                                      | 6 | 6         |           |  |
| 2 | Hiszpania | Carla Suárez Navarro                             | 3 | 2         |           |  |
| 3 | Estonia   | Kaia Kanepi                                      | 6 | 4         | 2         |  |
| 3 | Hiszpania | María José Martínez Sánchez                      | 3 | 6         | 6         |  |
| 4 | Estonia   | Anett Kontaveit                                  | 2 | 2         |           |  |
| 4 | Hiszpania | Carla Suárez Navarro                             | 6 | 6         |           |  |
| 5 | Estonia   | Maret Ani / Margit Rüütel                        | 1 | 65        |           |  |
| 5 | Hiszpania | Nuria Llagostera Vives / Anabel Medina Garrigues | 6 | 7         |           |  |

| Słowenia | Słowenia | 1                                   | 4  | Niemcy | Niemcy |
| --- | -------- | ----------------------------------- | -- | ------ | ------ |
| Ljudski vrt Sports Hall, Maribor, Słowenia nawierzchnia: Ceglana (hala) 5 lutego - 6 lutego 2011 |          |                                     |    |        |        |
| \| 1 \| \| Maša Zec Peškirič \| 3 \| 4 \| \| \| 1 \| \| Andrea Petković \| 6 \| 6 \| \| \| 2 \| \| Polona Hercog \| 7 \| 6 \| \| \| 2 \| \| Julia Görges \| 5 \| 4 \| \| \| 3 \| \| Polona Hercog \| 1 \| 2 \| \| \| 3 \| \| Andrea Petković \| 6 \| 6 \| \| \| 4 \| \| Maša Zec Peškirič \| 4 \| 2 \| \| \| 4 \| \| Julia Görges \| 6 \| 6 \| \| \| 5 \| \| Polona Hercog / Katarina Srebotnik \| 64 \| krecz \| \| \| 5 \| \| Anna-Lena Grönefeld / Tatjana Malek \| 7 \| \| \| |          |                                     |    |        |        |
| 1 | Słowenia | Maša Zec Peškirič                   | 3  | 4      |        |
| 1 | Niemcy   | Andrea Petković                     | 6  | 6      |        |
| 2 | Słowenia | Polona Hercog                       | 7  | 6      |        |
| 2 | Niemcy   | Julia Görges                        | 5  | 4      |        |
| 3 | Słowenia | Polona Hercog                       | 1  | 2      |        |
| 3 | Niemcy   | Andrea Petković                     | 6  | 6      |        |
| 4 | Słowenia | Maša Zec Peškirič                   | 4  | 2      |        |
| 4 | Niemcy   | Julia Görges                        | 6  | 6      |        |
| 5 | Słowenia | Polona Hercog / Katarina Srebotnik  | 64 | krecz  |        |
| 5 | Niemcy   | Anna-Lena Grönefeld / Tatjana Malek | 7  |        |        |

| Serbia | Serbia | 3                                     | 2  | Kanada | Kanada |  |
| --- | ------ | ------------------------------------- | -- | ------ | ------ |  |
| SPC Vojvodina, Nowy Sad, Serbia nawierzchnia: Twarda (hala) 5 lutego - 6 lutego 2011 |        |                                       |    |        |        |  |
| \| 1 \| \| Aleksandra Krunić \| 3 \| 6 \| 5 \| \| \| 1 \| \| Rebecca Marino \| 6 \| 3 \| 7 \| \| \| 2 \| \| Bojana Jovanovski \| 6 \| 7 \| \| \| \| 2 \| \| Aleksandra Wozniak \| 4 \| 5 \| \| \| \| 3 \| \| Bojana Jovanovski \| 7 \| 6 \| \| \| \| 3 \| \| Rebecca Marino \| 64 \| 3 \| \| \| \| 4 \| \| Ana Jovanović \| 0 \| 4 \| \| \| \| 4 \| \| Aleksandra Wozniak \| 6 \| 6 \| \| \| \| 5 \| \| Bojana Jovanovski / Aleksandra Krunić \| 7 \| 6 \| \| \| \| 5 \| \| Sharon Fichman / Marie-Ève Pelletier \| 65 \| 4 \| \| \| |        |                                       |    |        |        |  |
| 1 | Serbia | Aleksandra Krunić                     | 3  | 6      | 5      |  |
| 1 | Kanada | Rebecca Marino                        | 6  | 3      | 7      |  |
| 2 | Serbia | Bojana Jovanovski                     | 6  | 7      |        |  |
| 2 | Kanada | Aleksandra Wozniak                    | 4  | 5      |        |  |
| 3 | Serbia | Bojana Jovanovski                     | 7  | 6      |        |  |
| 3 | Kanada | Rebecca Marino                        | 64 | 3      |        |  |
| 4 | Serbia | Ana Jovanović                         | 0  | 4      |        |  |
| 4 | Kanada | Aleksandra Wozniak                    | 6  | 6      |        |  |
| 5 | Serbia | Bojana Jovanovski / Aleksandra Krunić | 7  | 6      |        |  |
| 5 | Kanada | Sharon Fichman / Marie-Ève Pelletier  | 65 | 4      |        |  |

| Szwecja | Szwecja | 2                                  | 3  | Ukraina | Ukraina |  |
| --- | ------- | ---------------------------------- | -- | ------- | ------- |  |
| Idrottens Hus, Helsingborg, Szwecja nawierzchnia: Twarda (hala) 5 lutego - 6 lutego 2011 |         |                                    |    |         |         |  |
| \| 1 \| \| Sofia Arvidsson \| 6 \| 6 \| \| \| \| 1 \| \| Łesia Curenko \| 3 \| 2 \| \| \| \| 2 \| \| Johanna Larsson \| 62 \| 65 \| \| \| \| 2 \| \| Kateryna Bondarenko \| 7 \| 7 \| \| \| \| 3 \| \| Sofia Arvidsson \| 64 \| 4 \| \| \| \| 3 \| \| Kateryna Bondarenko \| 7 \| 6 \| \| \| \| 4 \| \| Johanna Larsson \| 64 \| 6 \| 6 \| \| \| 4 \| \| Łesia Curenko \| 7 \| 2 \| 3 \| \| \| 5 \| \| Sofia Arvidsson / Johanna Larsson \| 5 \| 3 \| \| \| \| 5 \| \| Kateryna Bondarenko / Olha Sawczuk \| 7 \| 6 \| \| \| |         |                                    |    |         |         |  |
| 1 | Szwecja | Sofia Arvidsson                    | 6  | 6       |         |  |
| 1 | Ukraina | Łesia Curenko                      | 3  | 2       |         |  |
| 2 | Szwecja | Johanna Larsson                    | 62 | 65      |         |  |
| 2 | Ukraina | Kateryna Bondarenko                | 7  | 7       |         |  |
| 3 | Szwecja | Sofia Arvidsson                    | 64 | 4       |         |  |
| 3 | Ukraina | Kateryna Bondarenko                | 7  | 6       |         |  |
| 4 | Szwecja | Johanna Larsson                    | 64 | 6       | 6       |  |
| 4 | Ukraina | Łesia Curenko                      | 7  | 2       | 3       |  |
| 5 | Szwecja | Sofia Arvidsson / Johanna Larsson  | 5  | 3       |         |  |
| 5 | Ukraina | Kateryna Bondarenko / Olha Sawczuk | 7  | 6       |         |  |

## Baraże o Grupę Światową II

### Składy
| Białoruś                                                        | Japonia                                           | Słowenia                                           | Szwajcaria                                                     |
| --------------------------------------------------------------- | ------------------------------------------------- | -------------------------------------------------- | -------------------------------------------------------------- |
| Wiktoryja Azaranka Wolha Hawarcowa Darja Kustawa Tatiana Puczek | Misaki Doi Ayumi Morita Kurumi Nara Rika Fujiwara | Maša Zec Peškirič Polona Hercog Katarina Srebotnik | Timea Bacsinszky Patty Schnyder Stefanie Vögele Amra Sadiković |
| Estonia                                                         | Argentyna                                         | Kanada                                             | Szwecja                                                        |
| Maret Ani Margit Rüütel Anett Kontaveit                         | María Irigoyen Mailen Auroux Aranza Salut         | Rebecca Marino Eugenie Bouchard Sharon Fichman     | Sofia Arvidsson Johanna Larsson Anna Brazhnikova Sandra Roma   |

### Wyniki
| Białoruś | Białoruś | 5                              | 0 | Estonia | Estonia |
| --- | -------- | ------------------------------ | - | ------- | ------- |
| Minsk Sports Palace, Mińsk, Białoruś nawierzchnia: Twarda (hala) 16 kwietnia - 17 kwietnia 2011 |          |                                |   |         |         |
| \| 1 \| \| Wiktoryja Azaranka \| 6 \| 6 \| \| \| 1 \| \| Anett Kontaveit \| 2 \| 0 \| \| \| 2 \| \| Wolha Hawarcowa \| 6 \| 6 \| \| \| 2 \| \| Margit Rüütel \| 0 \| 0 \| \| \| 3 \| \| Darja Kustawa \| 6 \| 6 \| \| \| 3 \| \| Maret Ani \| 3 \| 1 \| \| \| 4 \| \| Wolha Hawarcowa \| 6 \| 6 \| \| \| 4 \| \| Anett Kontaveit \| 0 \| 2 \| \| \| 5 \| \| Darja Kustawa / Tatiana Puczek \| 6 \| 6 \| \| \| 5 \| \| Maret Ani / Anett Kontaveit \| 2 \| 3 \| \| |          |                                |   |         |         |
| 1 | Białoruś | Wiktoryja Azaranka             | 6 | 6       |         |
| 1 | Estonia  | Anett Kontaveit                | 2 | 0       |         |
| 2 | Białoruś | Wolha Hawarcowa                | 6 | 6       |         |
| 2 | Estonia  | Margit Rüütel                  | 0 | 0       |         |
| 3 | Białoruś | Darja Kustawa                  | 6 | 6       |         |
| 3 | Estonia  | Maret Ani                      | 3 | 1       |         |
| 4 | Białoruś | Wolha Hawarcowa                | 6 | 6       |         |
| 4 | Estonia  | Anett Kontaveit                | 0 | 2       |         |
| 5 | Białoruś | Darja Kustawa / Tatiana Puczek | 6 | 6       |         |
| 5 | Estonia  | Maret Ani / Anett Kontaveit    | 2 | 3       |         |

| Japonia | Japonia   | 4                              | 0 | Argentyna | Argentyna |  |
| --- | --------- | ------------------------------ | - | --------- | --------- |  |
| Bourbon Beans Dome, Kobe, Japonia nawierzchnia: Twarda (hala) 16 lipca - 17 lipca 2011 |           |                                |   |           |           |  |
| \| 1 \| \| Misaki Doi \| 6 \| 6 \| \| \| \| 1 \| \| María Irigoyen \| 0 \| 0 \| \| \| \| 2 \| \| Ayumi Morita \| 6 \| 6 \| \| \| \| 2 \| \| Mailen Auroux \| 2 \| 3 \| \| \| \| 3 \| \| Ayumi Morita \| 6 \| 6 \| \| \| \| 3 \| \| Aranza Salut \| 2 \| 1 \| \| \| \| 4 \| \| Misaki Doi \| \| \| nie \| \| \| 4 \| \| Mailen Auroux \| \| \| rozegrano \| \| \| 5 \| \| Rika Fujiwara / Kurumi Nara \| 6 \| 6 \| \| \| \| 5 \| \| Mailen Auroux / María Irigoyen \| 1 \| 3 \| \| \| |           |                                |   |           |           |  |
| 1 | Japonia   | Misaki Doi                     | 6 | 6         |           |  |
| 1 | Argentyna | María Irigoyen                 | 0 | 0         |           |  |
| 2 | Japonia   | Ayumi Morita                   | 6 | 6         |           |  |
| 2 | Argentyna | Mailen Auroux                  | 2 | 3         |           |  |
| 3 | Japonia   | Ayumi Morita                   | 6 | 6         |           |  |
| 3 | Argentyna | Aranza Salut                   | 2 | 1         |           |  |
| 4 | Japonia   | Misaki Doi                     |   |           | nie       |  |
| 4 | Argentyna | Mailen Auroux                  |   |           | rozegrano |  |
| 5 | Japonia   | Rika Fujiwara / Kurumi Nara    | 6 | 6         |           |  |
| 5 | Argentyna | Mailen Auroux / María Irigoyen | 1 | 3         |           |  |

| Słowenia | Słowenia | 3                                  | 2  | Kanada | Kanada |
| --- | -------- | ---------------------------------- | -- | ------ | ------ |
| Teniski Klub Koper, Koper, Słowenia nawierzchnia: Ceglana 16 kwietnia - 17 kwietnia 2011 |          |                                    |    |        |        |
| \| 1 \| \| Maša Zec Peškirič \| 3 \| 5 \| \| \| 1 \| \| Rebecca Marino \| 6 \| 7 \| \| \| 2 \| \| Polona Hercog \| 6 \| 6 \| \| \| 2 \| \| Eugenie Bouchard \| 0 \| 4 \| \| \| 3 \| \| Polona Hercog \| 5 \| 6 \| 8 \| \| 3 \| \| Rebecca Marino \| 7 \| 2 \| 6 \| \| 4 \| \| Maša Zec Peškirič \| 4 \| 1 \| \| \| 4 \| \| Eugenie Bouchard \| 6 \| 6 \| \| \| 5 \| \| Polona Hercog / Katarina Srebotnik \| 7 \| 6 \| \| \| 5 \| \| Rebecca Marino / Sharon Fichman \| 65 \| 2 \| \| |          |                                    |    |        |        |
| 1 | Słowenia | Maša Zec Peškirič                  | 3  | 5      |        |
| 1 | Japonia  | Rebecca Marino                     | 6  | 7      |        |
| 2 | Słowenia | Polona Hercog                      | 6  | 6      |        |
| 2 | Japonia  | Eugenie Bouchard                   | 0  | 4      |        |
| 3 | Słowenia | Polona Hercog                      | 5  | 6      | 8      |
| 3 | Japonia  | Rebecca Marino                     | 7  | 2      | 6      |
| 4 | Słowenia | Maša Zec Peškirič                  | 4  | 1      |        |
| 4 | Japonia  | Eugenie Bouchard                   | 6  | 6      |        |
| 5 | Słowenia | Polona Hercog / Katarina Srebotnik | 7  | 6      |        |
| 5 | Japonia  | Rebecca Marino / Sharon Fichman    | 65 | 2      |        |

| Szwajcaria | Szwajcaria | 3                                | 2  | Szwecja | Szwecja |  |
| --- | ---------- | -------------------------------- | -- | ------- | ------- |  |
| TC Lido Lugano, Lugano, Szwajcaria nawierzchnia: Ceglana 16 kwietnia - 17 kwietnia 2011 |            |                                  |    |         |         |  |
| \| 1 \| \| Timea Bacsinszky \| 7 \| 6 \| \| \| \| 1 \| \| Johanna Larsson \| 62 \| 1 \| \| \| \| 2 \| \| Patty Schnyder \| 6 \| 6 \| \| \| \| 2 \| \| Sofia Arvidsson \| 1 \| 0 \| \| \| \| 3 \| \| Patty Schnyder \| 3 \| 7 \| 6 \| \| \| 3 \| \| Johanna Larsson \| 6 \| 5 \| 2 \| \| \| 4 \| \| Timea Bacsinszky \| 6 \| 6 \| \| \| \| 4 \| \| Sofia Arvidsson \| 3 \| 1 \| \| \| \| 5 \| \| Stefanie Vögele / Amra Sadiković \| 5 \| 4 \| \| \| \| 5 \| \| Anna Brazhnikova / Sandra Roma \| 7 \| 6 \| \| \| |            |                                  |    |         |         |  |
| 1 | Szwajcaria | Timea Bacsinszky                 | 7  | 6       |         |  |
| 1 | Szwecja    | Johanna Larsson                  | 62 | 1       |         |  |
| 2 | Szwajcaria | Patty Schnyder                   | 6  | 6       |         |  |
| 2 | Szwecja    | Sofia Arvidsson                  | 1  | 0       |         |  |
| 3 | Szwajcaria | Patty Schnyder                   | 3  | 7       | 6       |  |
| 3 | Szwecja    | Johanna Larsson                  | 6  | 5       | 2       |  |
| 4 | Szwajcaria | Timea Bacsinszky                 | 6  | 6       |         |  |
| 4 | Szwecja    | Sofia Arvidsson                  | 3  | 1       |         |  |
| 5 | Szwajcaria | Stefanie Vögele / Amra Sadiković | 5  | 4       |         |  |
| 5 | Szwecja    | Anna Brazhnikova / Sandra Roma   | 7  | 6       |         |  |

## Strefa amerykańska

### Grupa I
- Miejsce rozgrywek: National Tennis Centre, Buenos Aires, Argentyna
- Data: 2 lutego - 5 lutego 2011
- Format:  faza grupowa - 8 reprezentacji w dwóch grupach

Grupa A
- Argentyna
- Peru
- Paragwaj
- Boliwia

Grupa B
- Kolumbia
- Brazylia
- Chile
- Meksyk

Kolejność końcowa
- Argentyna - awans do baraży (Grupa Światowa II)
- Brazylia
- Peru
- Kolumbia
- Paragwaj
 Boliwia
- Meksyk - spadek (Strefa Ameryka II)
 Chile - spadek (Strefa Ameryka II)

### Grupa II
- Miejsce rozgrywek:  Centro Nacional de Tenis, Santo Domingo, Dominikana
- Data: 16 maja - 22 maja 2011
- Format:  faza grupowa - 10 reprezentacji w dwóch grupach

Uczestnicy:
- Wenezuela - awans (Strefa Ameryka I)
 Bahamy - awans (Strefa Ameryka I)
- Gwatemala
- Urugwaj
- Dominikana
- Ekwador
- Portoryko
- Kostaryka
- Trynidad i Tobago
- Panama

## Strefa azjatycka

### Grupa I
- Miejsce rozgrywek:  National Tennis Centre, Nonthaburi, Tajlandia
- Data: 2 lutego - 5 lutego 2011
- Format:  faza grupowa - 8 reprezentacji w dwóch grupach

Grupa A:
- Uzbekistan
- Tajlandia
- Chiny
- Indonezja

Grupa B:
- Japonia
- Kazachstan
- Korea Południowa

Kolejność końcowa
- Japonia - awans do baraży (Grupa Światowa II)
- Uzbekistan
- Tajlandia
- Kazachstan
- Korea Południowa
- Chiny
- Chińskie Tajpej
- Indie - spadek (Strefa Azja/Oceania II)

### Grupa II
- Miejsce rozgrywek:  National Tennis Centre, Nonthaburi, Tajlandia
- Data: 2 lutego – 5 lutego 2011
- Format:  faza grupowa - 8 reprezentacji w dwóch grupach

Grupa A:
- Indonezja
- Filipiny
- Pakistan
- Kirgistan

Grupa B:
- Hongkong
- Singapur
- Turkmenistan
- Oman

Kolejność końcowa
- Indonezja - awans (Grupa Azja/Oceania I)
- Hongkong
- Filipiny
- Singapur
- Turkmenistan
- Pakistan
- Oman
- Kirgistan

## Strefa europejsko-afrykańska

### Grupa I
- Miejsce rozgrywek:  Municipal Tennis Club, Ejlat, Izrael
- Data: 2 lutego - 5 lutego 2011
- Format:  faza grupowa - 15 reprezentacji w czterech grupach

Grupa A:
- Szwajcaria
- Wielka Brytania
- Dania

Grupa B:
- Polska
- Izrael
- Bułgaria
- Luksemburg

Grupa C:
- Białoruś
- Chorwacja
- Austria
- Grecja

Grupa D:
- Holandia
- Rumunia
- Węgry
- Łotwa

Kolejność końcowa
- Białoruś - awans do baraży (Grupa Światowa II)
 Szwajcaria - awans do baraży (Grupa Światowa II)
- Holandia
 Polska
- Wielka Brytania
 Izrael
- Rumunia
 Chorwacja
- Austria
 Węgry
- Luksemburg
- Bułgaria
 Grecja
- Dania - spadek (Grupa Afryka/Europa II)
 Łotwa - spadek (Grupa Afryka/Europa II)

### Grupa II
- Miejsce rozgrywek:  Smash Tennis Academy, Kair, Egipt
- Data: 4 maja - 7 maja 2011
- Format:  faza grupowa - 7 reprezentacji w dwóch grupach

Uczestnicy:
- Portugalia - awans (Grupa Afryka/Europa I)
 Bośnia i Hercegowina - awans (Grupa Afryka/Europa I)
- Finlandia
- Gruzja
- Turcja
- Maroko - spadek (Grupa Afryka/Europa III)
 Armenia - spadek (Grupa Afryka/Europa III)

### Grupa III
- Miejsce rozgrywek:  Smash Tennis Academy, Kair, Egipt
- Data: 2 maja - 7 maja 2011
- Format:  faza grupowa - 9 reprezentacji w dwóch grupach

Uczestnicy:
- Południowa Afryka - awans (Grupa Afryka/Europa II)
 Czarnogóra - awans (Grupa Afryka/Europa II)
- Tunezja
- Egipt
- Litwa
- Norwegia
- Algieria
- Irlandia
- Mołdawia